# Amoktat in Hamburg-Alsterdorf 2023

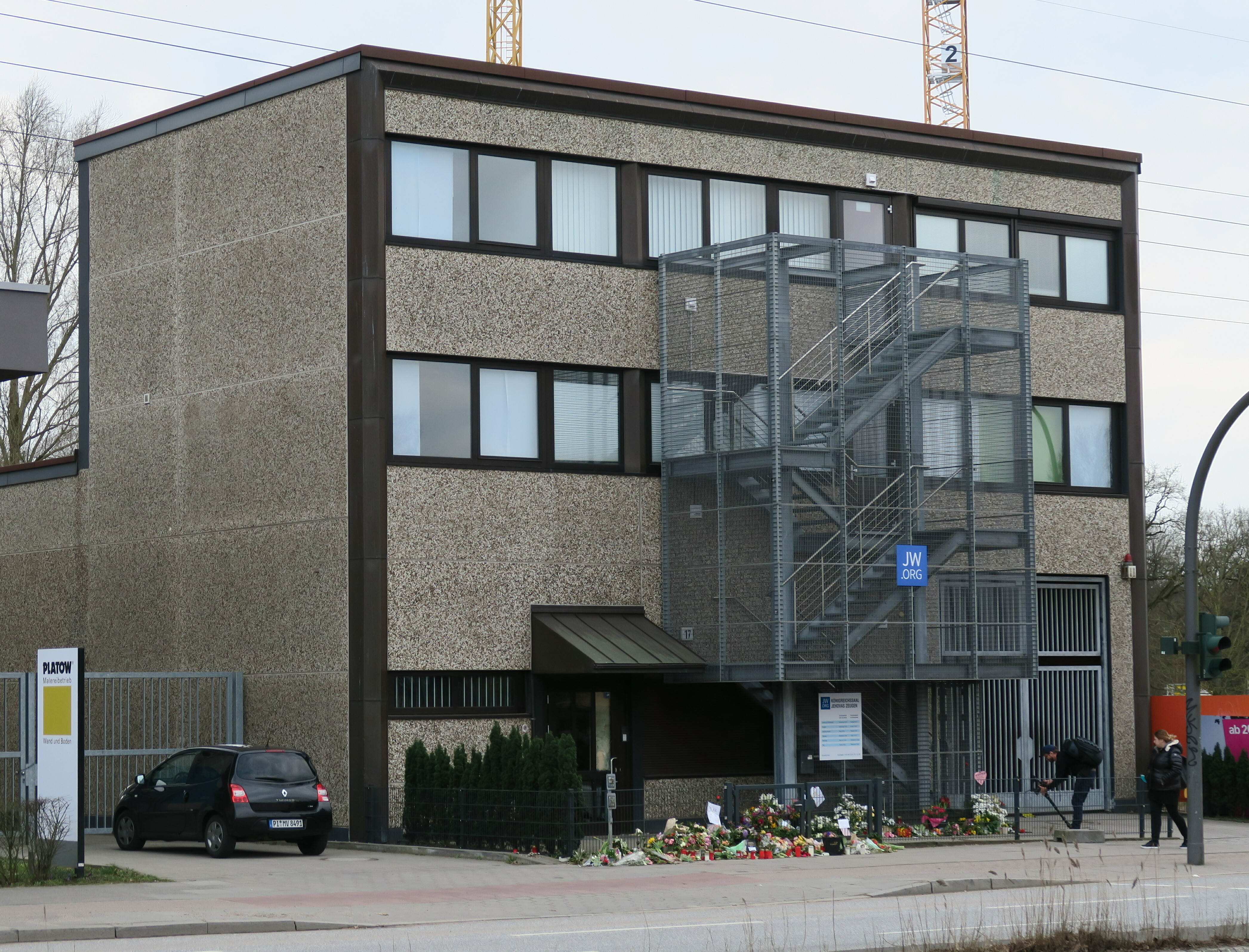
Der Königreichssaal in Hamburg-Alsterdorf kurz nach der Amoktat mit niedergelegten Blumen

Die Amoktat in Hamburg-Alsterdorf 2023 wurde am Abend des 9. März in einem Königreichssaal der Zeugen Jehovas in der Straße Deelböge in Hamburg-Alsterdorf verübt. Bei der Amoktat starben acht Menschen: zwei Frauen und vier Männer im Alter von 33 bis 60 Jahren, ein ungeborenes Kind sowie der mutmaßliche Täter. Neun Menschen wurden bei der Tat schwer verletzt; sie waren nach einer Woche außer Lebensgefahr.

## Tatablauf
Am 9. März 2023 fand von 19:00 bis 20:45 Uhr ein Gottesdienst der Zeugen Jehovas Gemeinde Hamburg-Winterhude in ihrem Königreichssaal in Alsterdorf statt. Danach waren noch 36 Personen der rund 60 Mitglieder umfassenden Gemeinde im Versammlungsraum im Erdgeschoss anwesend. Der Schütze eröffnete gegen 21:00 Uhr mit einer Pistole das Feuer. Erstes Ziel war ein Fahrzeug, das im Begriff war, auf dem Parkplatz neben dem Gemeindezentrum auszuparken. Die Fahrerin konnte leicht verletzt fliehen und sich bei der Polizei melden. An ihrem Fahrzeug wurden 10 Einschüsse festgestellt. Weitere Schüsse gab er durch ein Fenster in den Versammlungsraum im Erdgeschoss ab. Der Täter drang anschließend in das Gebäude ein, wo er mehrere Personen tötete oder verletzte. Während der Tatausführung verschoss er neun Magazine mit jeweils 15 Schuss. In einem Rucksack trug er 22 weitere gefüllte Magazine mit sich, zwei weitere führte er am Körper.
Bei der Feuerwehr und der Polizei gingen ab 21:04 Uhr 47 Notrufe ein, um 21:08 Uhr waren die ersten Einsatzkräfte vor Ort. Um 21:09 Uhr trafen zudem Einsatzkräfte der Unterstützungsstreife für erschwerte Einsatzlagen (USE) der Landesbereitschaftspolizei Hamburg ein, die sich zufällig in der Nähe befunden hatten. Nachdem sich diese um 21:11 Uhr Zutritt zum Gebäude verschafft hatten, flüchtete der Täter in das erste Obergeschoss, wo er Suizid durch einen Bauchschuss beging. Nach Angaben des Polizeisprechers Holger Vehren wurde von den eingesetzten Kräften kein Schuss abgegeben.
Insgesamt waren 953 Polizeibeamte im Einsatz, davon 52 Bundespolizisten und Spezialeinsatzkräfte aus Schleswig-Holstein. Da die Lage und die Anzahl der Täter zunächst unklar war, wurde gegen 22:30 Uhr eine Warnung per App für Smartphones (Warn-App NINA, BIWAPP und Katwarn), sowie über Cell Broadcast an die sich in der Umgebung befindenden Anwohner herausgegeben. In dieser war von einer „lebensbedrohlichen Lage“ die Rede.

## Opfer
Bei der Amoktat starben acht Menschen: zwei Frauen und vier Männer im Alter von 33 bis 60 Jahren, ein ungeborenes Kind (28. Schwangerschaftswoche) und der mutmaßliche Täter. Die Erwachsenen besaßen die deutsche Staatsangehörigkeit. Acht weitere Personen wurden verletzt, vier davon lebensgefährlich. Sechs von ihnen sind Deutsche, je eine Frau stammt aus Uganda und der Ukraine. Die Mutter des ungeborenen Kindes überlebte die Amoktat. Am 14. März 2023 schwebte noch eines der Opfer in Lebensgefahr; insgesamt sechs Verletzte befanden sich im Krankenhaus. Am 17. März gab Michael Tsifidaris, Sprecher der Zeugen Jehovas in Norddeutschland, bekannt, alle Verletzten seien außer Lebensgefahr.
Der von der Tat betroffenen Gemeinde gehörten 2023 rund 60 Mitglieder an. Insgesamt gab es zu dem Zeitpunkt in Hamburg fast 4000 Zeugen Jehovas in 47 Gemeinden.

## Täter
Als mutmaßlicher Täter wurde der 35-jährige Deutsche Philipp F. mit Wohnadresse in Hamburg-Altona identifiziert. Er gehörte der von ihm angegriffenen Hamburger Gemeinde der Zeugen Jehovas nur wenige Monate an.
Philipp F. wurde in Memmingen geboren und wuchs in Kempten (Allgäu) in einer Familie von Zeugen Jehovas auf. Er begann 2006 eine Banklehre und anschließend ein Studium der Betriebswirtschaft an der Hochschule Kempten. In dieser Lebensphase betrieb er Sport und wird als gut integriert beschrieben. An der Hochschule Kempten wurde er zum 30. September 2012 exmatrikuliert, ohne einen Abschluss erreicht zu haben. 2014 zog Philipp F. nach Hamburg und sammelte dort eigenen Angaben nach Berufserfahrung, unter anderem als Controller, Berater und Projektmanager. Im Jahr 2019, nachdem Philipp F. seine Beziehung beendet und seinen Arbeitsplatz verloren hatte, stellte sein Umfeld eine Wesensänderung bei ihm fest. Philipp F. nahm dann eigenständig Kontakt zu Ärzten auf und war wegen seiner psychischen Probleme in stationärer Behandlung. 2020 schloss er sich den Zeugen Jehovas in Hamburg an, verließ die Religionsgemeinschaft aber nach anderthalb Jahren. Nach Beobachtung eines Verwandten sei er „dann in kompletten Wahn verfallen“. Wegen der psychischen Probleme von Philipp F. wandte sich dessen Vater im Jahr 2021 an einen Sozialpsychiatrischen Dienst und erklärte, dass sein Sohn Stimmen höre und sich umbringen wolle. Nach einem Gespräch wurden weitere Maßnahmen als nicht nötig erachtet.
Seit Juni 2022 war er nach eigenen Angaben als selbstständiger Managementberater tätig. Auf seiner Website gab er eine exklusive Firmenadresse an der Binnenalster an. Er hätte dort die Möglichkeit gehabt, bei Bedarf stundenweise Büroräume zu mieten. Mit einem Tagessatz von mindestens 250.000 Euro forderte Philipp F. ein extrem hohes Beraterhonorar. Philipp F. ist Verfasser eines am 22. Dezember 2022 erschienenen 300-seitigen Buches mit dem Titel The Truth About God, Jesus Christ and Satan: A New Reflected View of Epochal Dimensions („Die Wahrheit über Gott, Jesus Christus und Satan: Eine neue reflektierte Sicht von epochalen Dimensionen“), welches er auf seiner Website bewarb und das über Amazon bestellt werden konnte. Nach Einschätzung von Jan Kahlcke (taz) beanspruchte Philipp F. mit dem Buch, „erstmals die Interaktion zwischen Himmel und Erde“ zu erklären. Dabei würden bibelfundamentalistische Elemente mit Versatzstücken aus der Management-Fachsprache kombiniert. Eine Vermischung religiös-weltanschaulicher und betriebswirtschaftlicher Themen kennzeichne auch seine Website.
Philipp F. deutete in seinem Buch die COVID-19-Pandemie und den russischen Angriffskrieg auf die Ukraine als göttliche Strafen; seine Ausführungen zur Rolle der Frau entsprächen der Incel-Ideologie, so Sven Christian Schulz vom Redaktionsnetzwerk Deutschland. Laut Tagesspiegel wird in dem Buch Putin gelobt und Hitler als ein Werkzeug Christi beschrieben. Zudem enthalte das Buch krude antisemitische Thesen. Hinweise auf ein Attentat fänden sich in dem Buch jedoch nicht, auch Jehovas Zeugen kämen darin nicht vor. F. spreche sich für eine Annäherung von Christentum und Islam aus. Laut einem von der Polizei in Auftrag gegebenen Gutachten des Extremismusforschers Peter R. Neumann ist „alles andere als klar“, dass F. Antisemit sei, es gebe auch keine Hinweise auf „gruppenbezogene Menschenfeindlichkeit oder biologischen Rassismus“. F. sei ein „religiöser Fanatiker“ gewesen, Rückschlüsse auf eine rechtsextreme Gesinnung seien jedoch „unbegründet“. Laut einem weiteren Gutachten litt Philipp F. wahrscheinlich an einer Persönlichkeitsstörung mit narzisstischen Anteilen und zeigte Anzeichen von Selbstüberschätzung und Größenwahn.
Philipp F. war nicht vorbestraft. Nach übereinstimmenden Medienberichten war er seit 2021 Mitglied im kommerziellen Hanseatic Gun Club. Nach der Erteilung einer Waffenbesitzkarte am 6. Dezember 2022 war er seit dem 12. Dezember 2022 legal im Besitz einer Pistole HK P30 des Herstellers Heckler & Koch, die auch die Tatwaffe war. Bei der Wohnungsdurchsuchung kurz nach Mitternacht am 10. März 2023 wurde weitere Munition gefunden: 15 geladene Magazine mit je 15 Patronen und vier Schachteln Munition mit je 50 Patronen.

## Anonymer Hinweis und waffenrechtliche Überprüfung des späteren Täters
Am 24. Januar 2023 ging bei der Polizei Hamburg ein anonymes Schreiben mit einem Hinweis auf eine bei Philipp F. vermutete, ärztlich aber nicht diagnostizierte psychische Erkrankung ein. Das Schreiben enthielt die Information, dass er ein Buch geschrieben habe, um die Erkrankung zu verarbeiten. Gewarnt wurde ebenso vor seiner besonderen Wut auf religiöse Anhänger, besonders auf die Zeugen Jehovas und auf einen ehemaligen Arbeitgeber. Daraufhin überprüfte die Waffenbehörde der Hamburger Polizei Philipp F. und führte am 7. Februar 2023 eine unangekündigte Kontrolle der Waffen und deren ordnungsgemäße Aufbewahrung durch, die keine signifikanten Auffälligkeiten ergab. Insbesondere befanden sich damals lediglich drei Magazine in seinem Waffenschrank. Das Buch von Philipp F. nahmen die überprüfenden Polizisten nur dem Titel nach zur Kenntnis, besorgten es sich aber nicht, da die Beamten den Titel des Buches nicht als alarmierend einschätzten. Da sich bei der Kontrolle keine Hinweise auf psychische Auffälligkeiten gezeigt hatten, habe man kein fachpsychologisches Zeugnis gemäß § 6 Abs. 2 WaffG anfordern können.
Nach dem Erhalt des anonymen Schreibens nahm die Polizei keinen Kontakt mit den Zeugen Jehovas und den früheren Arbeitgebern von Philipp F. auf. Die Zeugen Jehovas erklärten im Nachhinein, dass sie sich eine Vorwarnung gewünscht hätten.

## Ermittlungen
Aufgrund möglicherweise zugrunde liegender Hasskriminalität hat die Generalstaatsanwaltschaft Hamburg die Ermittlungen am 12. März 2023 an sich gezogen. Es wird zwar nicht davon ausgegangen, dass Philipp F. Mittäter hatte, laut Arnold Keller, dem leitenden Oberstaatsanwalt der Staatsschutzabteilung der Generalstaatsanwaltschaft, soll das Tatgeschehen jedoch möglichst lückenlos rekonstruiert werden. Darüber hinaus sucht die Polizei nach möglichen Mitwissern der Tat und Personen, die eine strafrechtliche Mitverantwortung tragen könnten, beispielsweise wegen einer Nichtanzeige geplanter Straftaten. Ebenso wird geprüft, ob die Tat hätte verhindert werden können.

## Aufarbeitung
Auf einer Pressekonferenz am 14. März 2023 erklärte der Hamburger Polizeipräsident Ralf Martin Meyer, dass ein anonymes Schreiben allein nicht ausgereicht habe; in Kenntnis des Buches von Philipp F. aber „hätte man dann einen fachpsychiatrischen Prozess anstoßen können.“ Die Beamten hätten F.s „Namen und ‚Buch‘ bei Google“ eingegeben, was zu keinem Ergebnis geführt habe, weil in Amazon-Verkaufsanzeigen das Wort Buch zumeist fehle. Fehlende Treffer könnten auch an der geringen Bekanntheit des Werks zum damaligen Zeitpunkt gelegen haben. Allerdings wurde das Buch auch auf der Website von Philipp F. herausgestellt, die die Beamten besucht hatten. Nach Auffassung der Hamburger Polizei hätte der Inhalt des Buches keine Handhabe geboten, Philipp F. unmittelbar die Waffe zu entziehen. Das Waffengesetz fordere Tatsachen, die auf eine nicht mehr gegebene charakterliche oder gesundheitliche Eignung hindeuten. Der Waffensachverständige Philipp Cachée widersprach der Einschätzung: „Die Internetrecherche zu dem Tatverdächtigen wäre ausreichend gewesen, um seine Zuverlässigkeit infrage zu stellen und präventiv alles abzunehmen, bis eine sorgsame Prüfung durchgeführt wurde.“
Zum „fachpsychiatrischen Prozess“ präzisierte Meyer am 22. März 2023 gegenüber dem NDR, dass man Philipp F. hätte anschreiben müssen, damit er sich selber ein fachpsychologisches Gutachten hätte besorgen können. Dafür hätte Philipp F. dann vier Wochen Zeit gehabt. Meyer: „Es liegt natürlich die Überlegung nahe, dass er die Tat dann möglicherweise eher begangen hätte“.
Eine Polizeisprecherin räumte eine Woche nach der Pressekonferenz ein, dass Mitarbeitern der Waffenbehörde zumindest der Titel des Buches bekannt war. Da der Titel als nicht alarmierend eingeschätzt wurde, entschied man sich gegen den Kauf des Buches und für eine direkte Ansprache von Philipp F. Die erste Verlautbarung, das Buch nicht im Internet gefunden zu haben und das spätere Einräumen, den Titel des Buches gekannt zu haben, erklärte die Polizei Hamburg mit einem behördeninternen Kommunikationsfehler. Daraufhin verlangte die Opposition in der Hamburgischen Bürgerschaft personelle Konsequenzen. Die Linksfraktion forderte die Ablösung des Polizeipräsidenten Ralf Martin Meyer und den Rücktritt von Innensenator Andy Grote (SPD), die CDU-Fraktion den Rücktritt des Innensenators.
Laut Polizeipräsident war das Vorgehen der Waffenbehörde mit dem damaligen Kenntnisstand nicht zu beanstanden. Innensenator Andy Grote (SPD) erklärte, „dass hier ordentlich gearbeitet wurde“. Es bestehe kein Vollzugsproblem, sondern ein Gesetzesproblem, insbesondere müsse die Schwelle, ab wann Waffenbehörden etwas tun können, von „Tatsachen“ auf „tatsächliche Anhaltspunkte“ heruntergesetzt werden.
Die Überprüfung von Philipp F. wurde trotz des Hinweises auf eine schwere psychische Störung durch nicht spezialisierte Vollzugsbeamte vorgenommen. Nach Ansicht des Polizeipräsidenten hätte es nichts gebracht, wenn ein Psychologe der Polizei die Kontrolleure begleitet hätte, weil das WaffG die Überprüfung durch einen Psychiater fordere. Nach Recherche des Journalisten und Waffenexperten Lars Winkelsdorf ist die Begründung zweifelhaft, da das Waffenrecht ausdrücklich „nur“ auf Psychologen verweist. Weiterhin habe die Polizei bei ihrer Recherche auf der Internetseite von Philip F. den Link zu Amazon zwar gefunden, wo man das im anonymen Warnbrief beschriebene Buch hätte bestellen können, die Recherche sei an dieser Stelle allerdings abgebrochen worden. Winkelsdorf verwies zur Erklärung auf eine Aussage von Bundesinnenministerin Nancy Faeser vom 10. Januar 2023 im ZDF-Morgenmagazin, die dort erklärte: „Wir haben auch eine Frage der Umsetzungsschwierigkeiten, nämlich der stärkeren Kontrolle durch Waffenbehörden. […] Es gab eine ganze Zeit lang, wo alle in Deutschland immer nur sparen wollten, gerade bei der öffentlichen Verwaltung, und das sind die Folgen davon, wo man einfach sagen muss: Das war nicht richtig.“
Etwa einen Monat nach der Tat wurde bekannt, dass der Bruder von Philipp F. dem Hanseatic Gun Club im Januar 2023 telefonisch mitgeteilt hatte, dass Philipp F. psychisch krank sei und aggressiver geworden sei. Die Warnung habe der Club sofort an einen Beamten der Waffenbehörde weitergeleitet. Da dieser den Hinweis auf die Gefährlichkeit von Philipp F. nicht dokumentiert und weiterverfolgt habe, wurde gegen ihn ein Disziplinarverfahren eröffnet und er wurde von seinen Aufgaben in der Waffenbehörde entbunden.
Im Rahmen der Ermittlungen wurden Ende April 2023, etwa eineinhalb Monate nach der Tat, Arbeitsplätze in der Waffenbehörde, Privatwohnungen und die Räume des Hanseatic Gun Club durchsucht. Gegen den Beamten der Waffenbehörde, der früher beim Hanseatic Gun Club gearbeitet hatte und der Warnungen vor Philipp F. nicht weitergeleitet haben soll, wurden Ermittlungen wegen des Verdachts der fahrlässigen Tötung im Amt aufgenommen. Laut Staatsanwaltschaft wäre Philipp F. bei Vorliegen der Warnungen bei der durchgeführten Kontrolle die Waffe entzogen worden. Gegen drei Mitglieder des Hanseatic Gun Club werde wegen des Anfangsverdachts der Falschbeurkundung im Amt ermittelt, da Phillipp F. eine praktische Sachkundeprüfung im April 2022 erst in einer angeblichen Nachprüfung bestanden haben soll. Nach Bekanntwerden der Ermittlungen forderte die Opposition in der Hamburgischen Bürgerschaft erneut den Rücktritt von Innensenator und Polizeipräsident.
Mitte Februar 2024 wurden die Ermittlungen gegen die drei Mitglieder des Hanseatic Gun Club wegen geringer Schuld eingestellt. Anfang April 2024 wurden die strafrechtlichen Ermittlungen abgeschlossen. Ein letztes Verfahren gegen den Mitarbeiter der Waffenbehörde, der Hinweise zum Urheber eines anonymen Schreibens zu den psychischen Problemen Philipp F.s weder dokumentiert noch weitergeleitet hatte, wurde eingestellt. Der Beamte habe gegen Dienstpflichten verstoßen, die Waffe Philipp F.s hätte aber nicht zwingend vor der Amoktat eingezogen werden müssen.

## Reaktionen
Auf Anraten der Sicherheitsbehörden führten die Hamburger Gemeinden der Zeugen Jehovas ihre Gottesdienste zunächst digital durch.
Die Zeugen Jehovas zeigten sich auf ihrer Website „tief betroffen“ über die tödlichen Schüsse in ihrer Hamburger Gemeinde. An einer zentralen Trauerfeier am 25. März 2023 nahmen bis zu 4000 Angehörige der Glaubensgemeinschaft teil, darunter 50 Gemeinden, Angehörige und Überlebende sowie Vertreter der Weltzentrale der Zeugen Jehovas und des Zweigbüros Zentraleuropa. Auch Vertreter aus Politik und Behörden, unter ihnen Bürgermeister Peter Tschentscher, waren eingeladen worden.
Die katholische und evangelische Kirche drückten ihr Mitgefühl aus. Am 19. März 2023 hielten das Erzbistum Hamburg, die Evangelisch-Lutherische Kirche in Norddeutschland und die Arbeitsgemeinschaft Christlicher Kirchen in Hamburg eine ökumenische Gedenkveranstaltung in der evangelischen Hauptkirche Sankt Petri ab. Vertreter von Jehovas Zeugen unterstützten das Gedenken, nahmen jedoch selbst nicht daran teil.

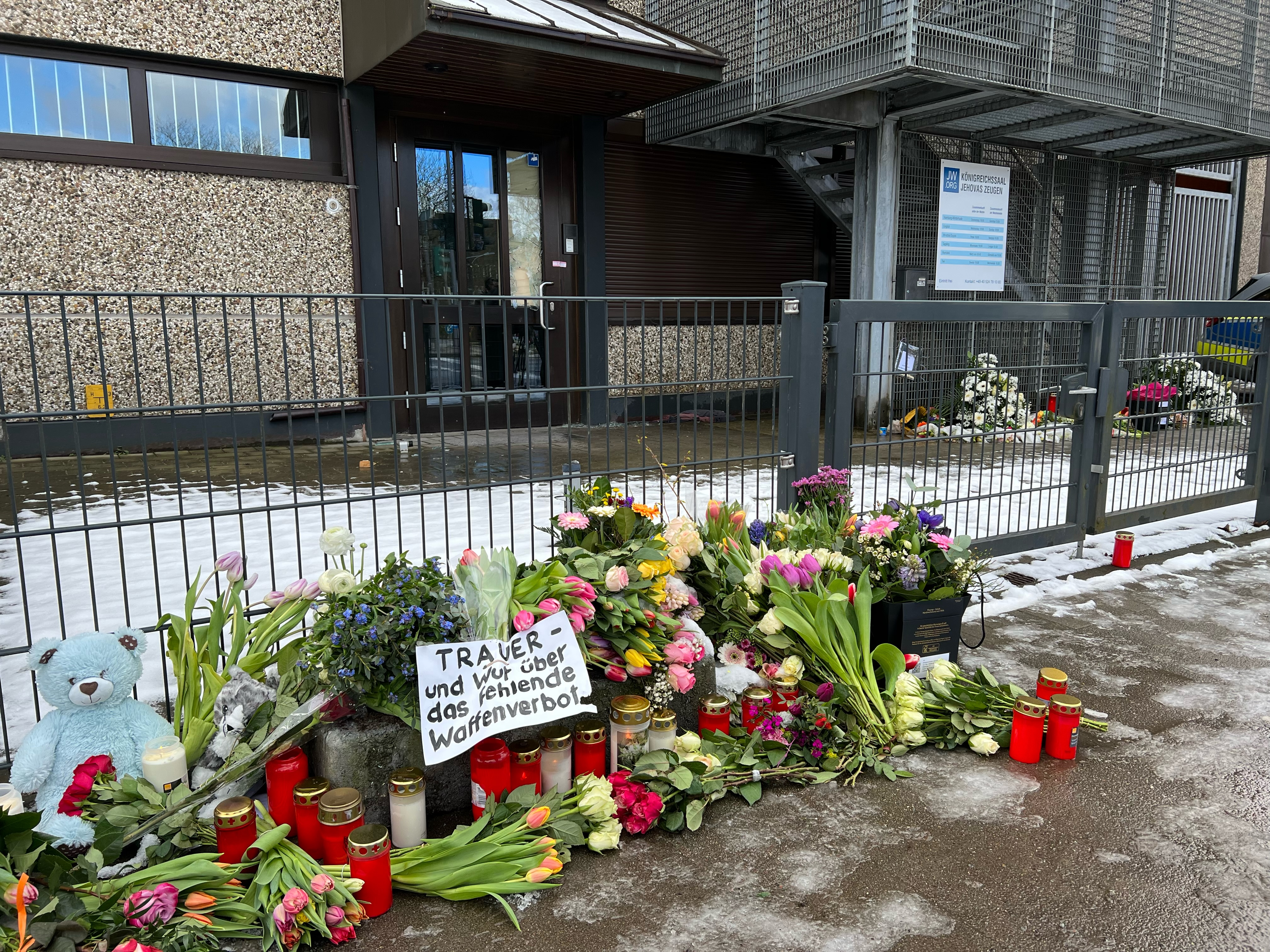
Blumen vor dem Eingang, darauf ein Schild mit der Aufschrift „Trauer – und Wut über das fehlende Waffenverbot“
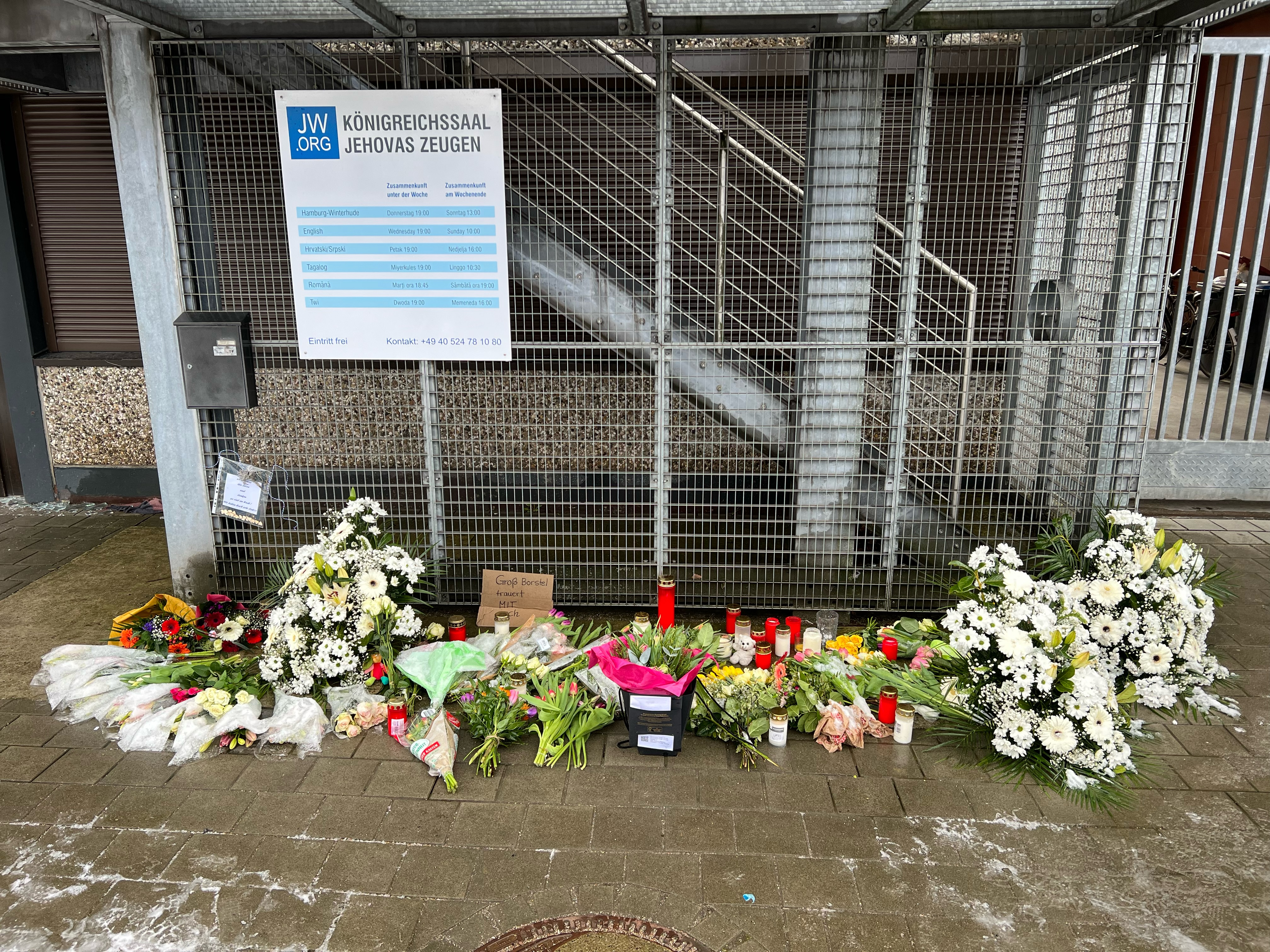
Blumen hinter dem Zaun
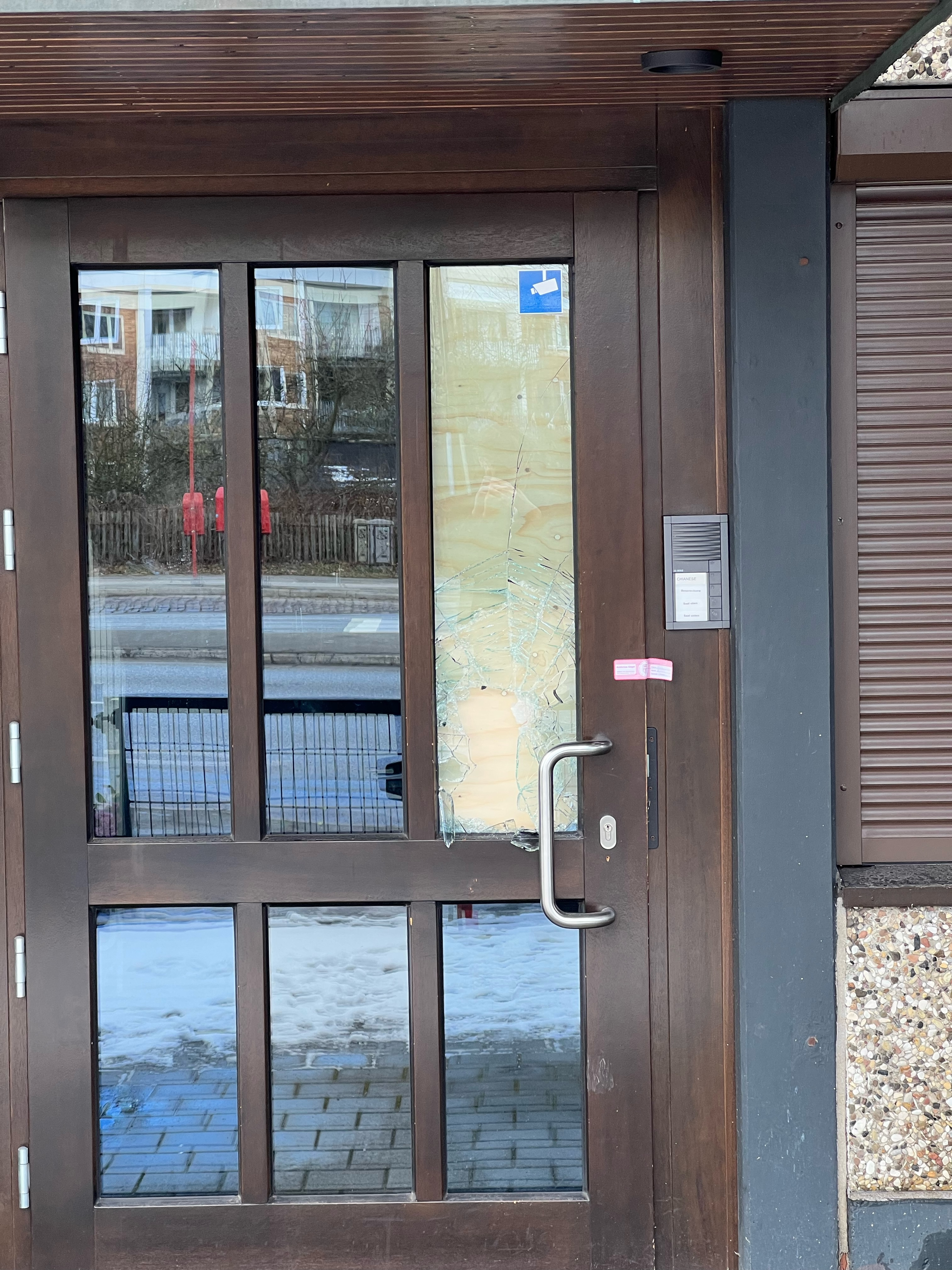
Die von der Polizei beim Eindringen beschädigte Eingangstür